# 夏邑県
夏邑県（かゆう-けん）は中華人民共和国河南省商丘市に位置する県。

## 行政区画
- 鎮:城関鎮、会亭鎮、馬頭鎮、済陽鎮、李集鎮、車站鎮、楊集鎮、韓道口鎮、太平鎮、羅荘鎮、火店鎮、北嶺鎮、郭店鎮
- 郷:曹集郷、胡橋郷、歧河郷、業廟郷、中峰郷、桑堌郷、何営郷、王集郷、劉店集郷、駱集郷、孔荘郷